# Leptoseris hawaiiensis
Leptoseris hawaiiensis är en korallart som beskrevs av Vaughan 1907. Leptoseris hawaiiensis ingår i släktet Leptoseris och familjen Agariciidae. IUCN kategoriserar arten globalt som livskraftig. Inga underarter finns listade i Catalogue of Life.